# Маляренко, Кузьма Емельянович
Кузьма Емельянович Маляренко (1869 — ?) — крестьянин, депутат Государственной думы II созыва от Киевской губернии.

## Биография

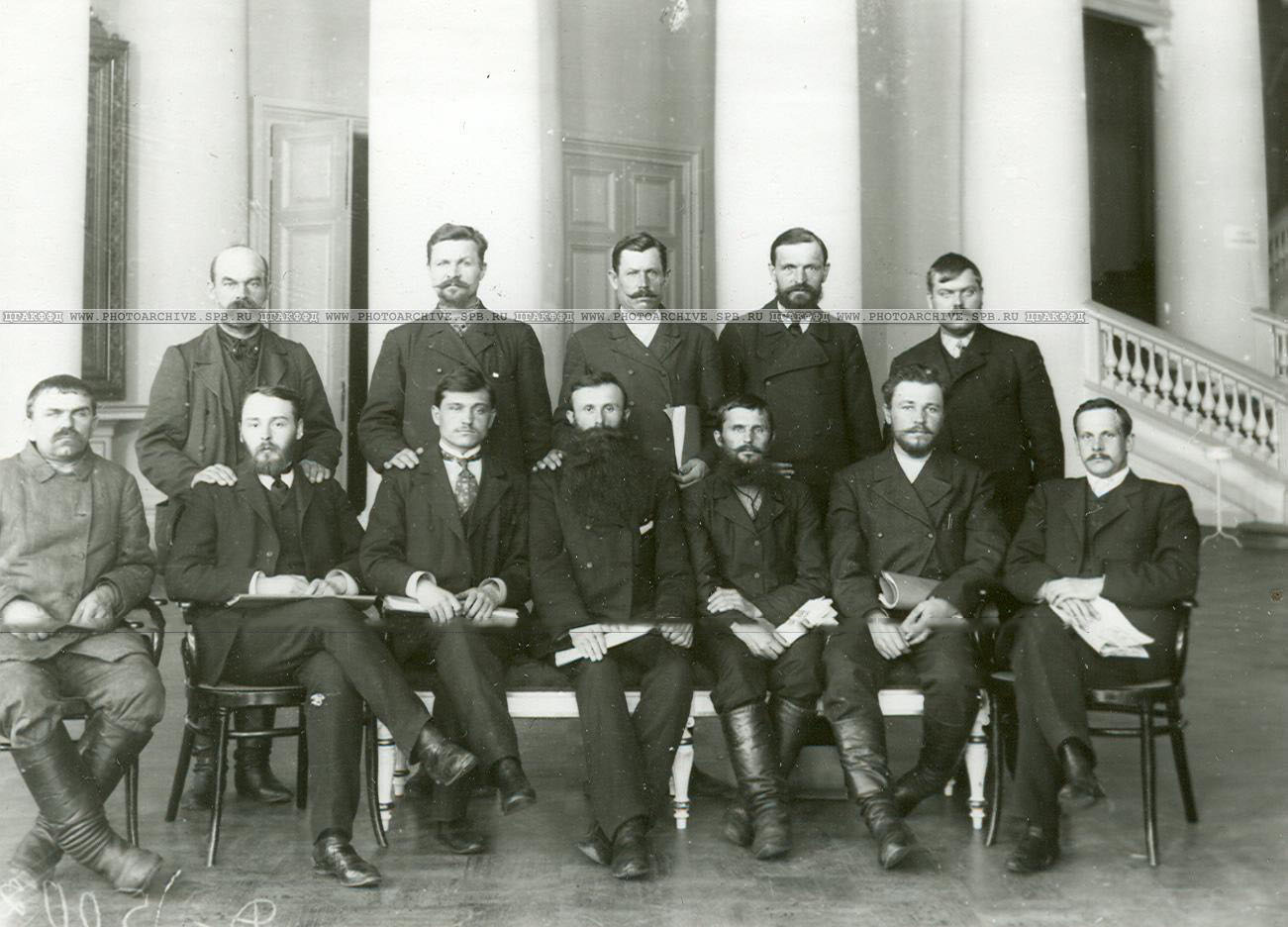
Депутаты 2-й Государственной думы от Киевской губернии. Стоят: Нечитайло С. В., Маляренко К. Е., Военный М. Ф., Михайлюк И. А., Снигирь П. Ф.; сидят: Чеповенко З. Я., Кириенко И. И., Вовчинский М. Н., Гуменко И. А., Сахно В. Г., Краселюк И. Н., Фёдоров Г. Г.

По национальности украинец («малоросс»). Крестьянин из местечка Смела Черкасского уезда Киевской губернии. Обучался дома, получив только начальное образование. По специальности кузнец. Во время военной службы имел чин фельдфебеля. Занимался земледелием на полудесятине земли, полученной по приговору сельского общества. Состоял в Российской социал-демократической рабочей партии.
6 февраля 1907 избран во Государственную думу II созыва от общего состава выборщиков Киевского губернского избирательного собрания. Вошёл в состав Трудовой группы и фракции Крестьянского союза. Членом думской аграрной комиссии. Выступления в Думе неизвестны.
Дальнейшая судьба и дата смерти неизвестны.

### Рекомендуемые источники
- Российский государственный исторический архив. Фонд 1278. Опись 1 (2-й созыв). Дело 263; Дело 603. Лист 17.